# قلعة الموفا
قلعة الموفا هي أحد القلاع التاريخية بمحافظة الداير بمنطقة جازان جنوب المملكة العربية السعودية.

## الوصف
تحيط بالقلعة صخور من ثلاثة جهات ولا يمكن الوصول إليه إلا من جهة واحدة وتم بناء القلعة من الحجر و بجانبها برجان طويلان استخدما للمراقبة و تمت زخرفة أعلاها بحزام دائري من المرو.